# MSC (海運業)

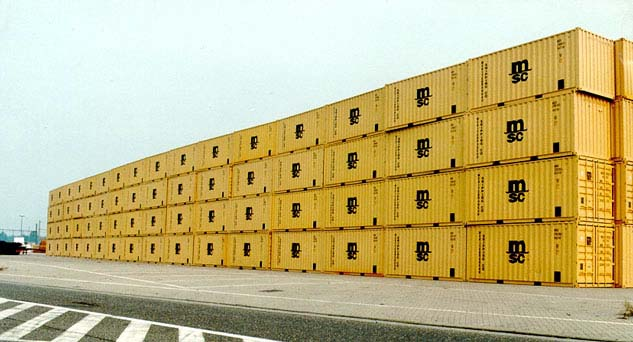
MSCの海上コンテナ

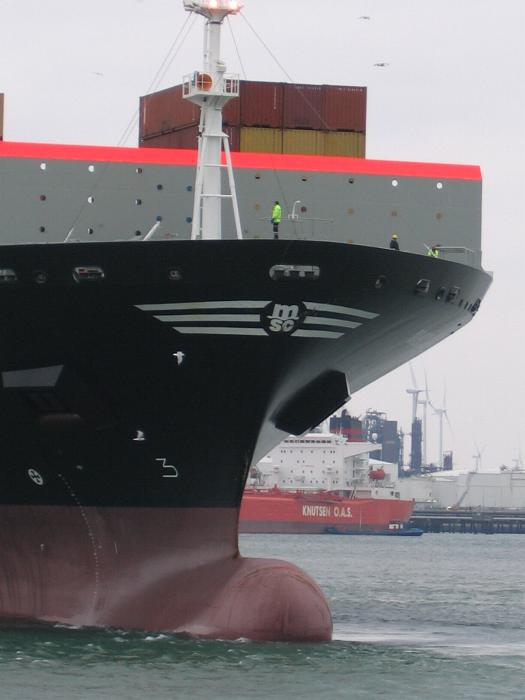
MSCのコンテナ船の船首部分

MSC（Mediterranean Shipping Company S.A.）はスイスのジュネーヴに拠点を置く世界有数の海運会社。2024年8月の段階で846隻のコンテナ船を運用し、その積載能力は6,025,230TEUに達している。コンテナ船の供給量では世界第一位、マーケットシェア20%を超える。
ロゴマークは波の上に浮かんだ小文字のmと波の下に大文字で書かれたSCである(m/SC)。コンパスマークの中央に本ロゴがデザインされているものは後述の子会社の「MSCクルーズ」のものである。

## 歴史
MSCは、イタリアのソレント生まれの実業家・船主の海運王ジャンルイジ・アポンテ（Gianluigi Aponte）がスイス-イタリア間航路の定期船の乗客だったスイスの貴族令嬢のラファエラ・ディアマントと結婚してスイスの貴族としてスイス国籍取得後に妻の伝手でスイス政府の役人が連帯保証人となったことからスイス銀行から600億スイスフラン（日本円で100億円）という巨額の融資のを受けられたことからジャンルイジ・アポンデの人生は大きく変わる。
1970年に古い中古貨物船を購入して設立。彼は当時、地中海・ソマリア間を中心に様々な貨物を海上運送していた。古い中古貨物船を買って作った小さな定期船会社だったMSCは1977年にはヨーロッパ北部、アフリカ、インド洋に航路網を拡大し、1980年代末には北米やオーストラリアにも路線を伸ばし、世界有数の規模のコンテナ船会社へと成長した。1994年には、中古船を使用し続けてきた同社としては初となる新造船をイタリアの造船会社フィンカンティエリに発注し、1996年に 「MSC Alexa」として就航。1989年にはクルーズ客船を運航するラウロ・ラインズを子会社とし、1995年にMSCクルーズ（MSC Cruises）と改名。
MSCは現在もアポンテ家により経営されており、他の大手海運会社の傘下には入っていない。本社はスイスのジュネーヴに、船舶運航の本部はナポリ近郊のピャーノ・ディ・ソッレントにあり、世界350か所に置かれた支店や事務所がさまざまな運送形態での物流に対応している。コンテナターミナル運営会社、物流に関する情報システムを構築するソフト会社など多数の物流関係子会社を経営し、グループ全体では3万人近い従業員を雇用する。2008年にはインドに新たな本部ビルである「MSC House」を開業。
ハブ港湾をベルギーのアントワープ港に置き、「MSC Pamela」など世界でも有数の大きさのコンテナ船を使ってアジアやアフリカ、ヨーロッパ、アメリカなど世界中の270か所以上のコンテナ港湾を結んでいる。
2021年12月、MSCはボロレグループの子会社であるボロレアフリカロジスティクスに少なくとも57億ユーロを提供している。

## 日本法人
日本法人は「エムエスシー日本合同会社」。東京オフィスはアーク森ビル23Fにあり、このほか名古屋にオフィスを持つ。